# Гидроксид церия(III)
Гидроксид церия(III) — неорганическое соединение, гидроксид металла церия с формулой Ce(OH)3, белые кристаллы или аморфное вещество, не растворимое в воде.

## Получение
- Действие горячей воды на металлический церий:

{\displaystyle {\mathsf {2Ce+6H_{2}O\ {\xrightarrow {90^{o}C}}\ 2Ce(OH)_{3}\downarrow +3H_{2}\uparrow }}}
- Растворение в горячей воде оксида церия:

{\displaystyle {\mathsf {Ce_{2}O_{3}+3H_{2}O\ {\xrightarrow {90^{o}C}}\ 2Ce(OH)_{3}}}}
- Действие щелочей на растворимую соль церия:

{\displaystyle {\mathsf {Ce(NO_{3})_{3}+3NaOH\ {\xrightarrow {}}\ Ce(OH)_{3}\downarrow +3NaNO_{3}}}}

## Физические свойства
Гидроксид церия(III) образует белые кристаллы.
Не растворяется в воде, p ПР = 21,19.

## Химические свойства
- Разлагается при нагревании:

{\displaystyle {\mathsf {2Ce(OH)_{3}\ {\xrightarrow {400-500^{o}C}}\ Ce_{2}O_{3}+3H_{2}O}}}
- Иначе идёт разложение в присутствии щелочей и повышенного давления:

{\displaystyle {\mathsf {Ce(OH)_{3}\ {\xrightarrow {700^{o}C,p}}\ CeO(OH)+H_{2}O}}}
- Реагирует с кислотами:

{\displaystyle {\mathsf {Ce(OH)_{3}+3HCl\ {\xrightarrow {}}\ CeCl_{3}+3H_{2}O}}}
- Реагирует с углекислым газом:

{\displaystyle {\mathsf {Ce(OH)_{3}+CO_{2}\ {\xrightarrow {}}\ CeCO_{3}(OH)+H_{2}O}}}
- Окисляется пероксидом водорода:

{\displaystyle {\mathsf {2Ce(OH)_{3}+3H_{2}O_{2}\ \xrightarrow {} \ 2Ce(OH)_{3}(OOH)\downarrow +2H_{2}O}}}
- Окисляется кислородом воздуха при кипячении суспензии:

{\displaystyle {\mathsf {4Ce(OH)_{3}+O_{2}\ {\xrightarrow {100^{o}C}}\ 4CeO_{2}\downarrow +6H_{2}O}}}
- Так же действуют сильные окислители:

{\displaystyle {\mathsf {4Ce(OH)_{3}+Ca(ClO)_{2}\ {\xrightarrow {}}\ 4CeO_{2}\downarrow +CaCl_{2}+6H_{2}O}}}